# 平山季重
平山 季重（ひらやま すえしげ）は、平安時代末期から鎌倉時代初期の武蔵七党の一つ西党（日奉氏）の武将。平山直季の子。多西郡舟木田荘平山郷（現東京都日野市平山）を領し、院武者所に伺候したため平山武者所と呼ばれた。

## 生涯
武蔵国平山（平山城址公園駅付近）で生まれる。保元元年（1156年）の保元の乱で源義朝に従い、平治元年（1159年）の平治の乱では義朝の長男源義平に従い、待賢門での戦闘で平重盛の軍勢500騎に17騎で戦いを挑んでいる。義朝の敗死後は平家に従い、在地領主として平穏な日々を過ごしている。しかし治承4年（1180年）に伊豆国に流罪となっていた義朝の遺児源頼朝が挙兵するとそれに従い、その弟源義経に従って富士川の戦い、佐竹氏征伐にも従軍している。特に佐竹氏征伐の金砂城の戦いでは同僚の熊谷直実とともに抜群の戦功を挙げている。
寿永3年（1184年）、季重は源義経率いる木曾義仲追討軍に従い上洛。宇治川の戦いで根井行親、楯親忠を撃破して京都へと入った。同年の一ノ谷の戦いでは源義経に従って、奇襲部隊に参加。同僚の熊谷直実とともに一ノ谷の平家軍に突入して、勝利のきっかけを作った。翌元暦2年（1185年）の屋島の戦い、壇ノ浦の戦いでも常に先陣を切って、勇猛果敢に戦った。戦後、後白河法皇によって右衛門尉に任ぜられたが無断での任官であったため、これが源頼朝の怒りを買った。『吾妻鏡』に他の無断任官者と共に「平山季重、顔はふわふわとして、とんでもない任官である」と頼朝に罵られた記述が残っている。また、この頃に筑前国三笠郡原田荘の地頭職を得ている。
文治5年（1189年）には奥州合戦に息子の平山小太郎重村と参戦。そこでも戦功を挙げ、鎌倉幕府の元老として取り立てられた。建久3年（1192年）の源実朝誕生の際、鳴弦の大役を務めている。
建暦2年（1212年）に病没とされるが詳細は不明。

## 家系
平山氏は日奉宗頼を始祖とする武蔵国西党の一族であり、宗頼は京都から武蔵府中に国司として赴任。任期終了後も帰国せず土着した。平安時代中期の平将門の乱が起こった頃に武士団としての活動が始まったとされている。
平山直季(平山八郎直季)は平山季重の父であり、祖父は宗綱である。平山氏は平安時代の末期に現在の東京都日野市の地区で栄えた。その為、地元である東京都日野市の市立平山図書館には構内に平山季重遺跡の碑があり1851年に建てられた。

## 廟所
- 宗印寺 - 平山季重の墓所及び木彫座像。山号は大沢山。日野七福神の布袋。東京都日野市平山6丁目。
- 季重神社 - 昔は日奉（ひまつり）明神社と呼ばれ、今でも日奉神社とも言う。平山季重が祀られているという説のほかに、平山季重が先祖の日奉家の霊を祀ったという説が有る。東京都日野市平山6丁目。

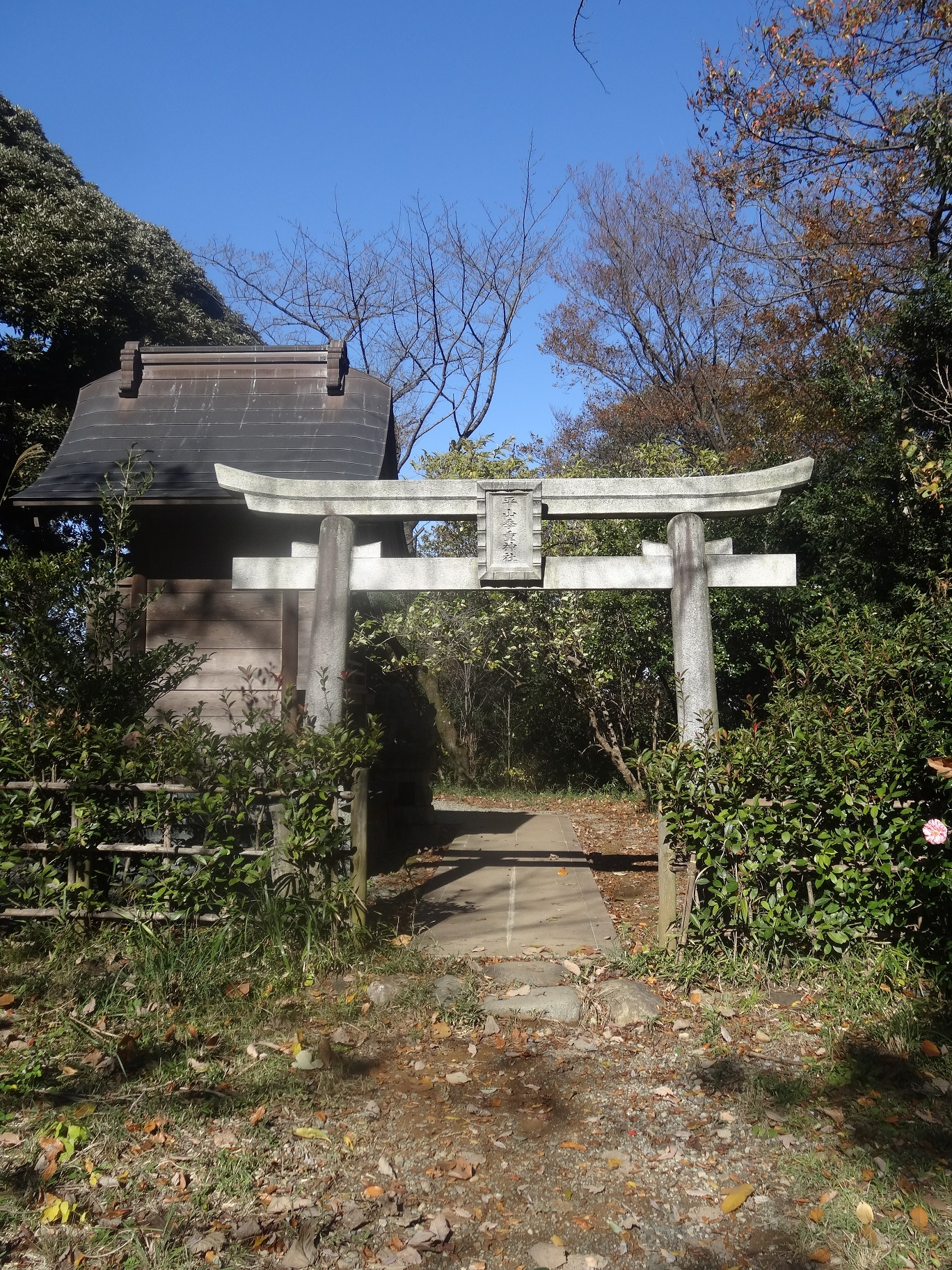
季重神社

## 備考
- 鎌倉幕府成立後に大悲願寺や小宮神社（現あきる野市）、 宝蔵寺（現檜原村）を創建している。
- 源義経に非常に近い人物だが、平山氏の存続に成功している。
- 子孫は執権北条氏の粛清をくぐり抜け、戦国時代に後北条氏に従っている。1590年の小田原征伐で、平山氏重は檜原城に籠城するも落城。平山氏一族は滅亡し、残った一族も没落する。しかし現在でも平山氏の子孫を称する人々が多摩地区に多く暮らしている[要出典]。
- 子孫の一派は下総国で帰農した[1]。[1]木村礎編「大原幽学とその周辺」八木書店、昭和56(1981)年10月5日初版第1刷）
- 平山城址公園駅前にある平山季重遺跡之碑の裏面には「二十五世孫 下総国香取郡鏑木村 平山信一郎日奉正義 建石」とある。
- 2006年夏には日野市において「平山季重フェスタ」が開催された。翌2007年からは開催時期を4月上旬に移し、「平山季重まつり」として開催されている。